# Seydou Diarra
Pour les articles homonymes, voir Diarra.
Seydou Elimane Diarra est un homme d'État ivoirien né le 23 novembre 1933 à Katiola et mort le 19 juillet 2020 à Abidjan.

## Biographie

### Formation
Seydou Diarra est originaire du nord de la Côte d'Ivoire et musulman. Boursier de la République française, il étudie à La Rochelle puis obtient un diplôme d'ingénieur agronome de l'École nationale supérieure agronomique de Montpellier.

### Carrière politique
Fonctionnaire au ministère de l'Agriculture, Seydou Diarra est arrêté comme « agitateur » en 1963 et emprisonné deux ans. Il est ensuite réhabilité, et devient directeur commercial de la Caistab. Il est nommé ambassadeur au Brésil (1970-1977), puis dans plusieurs pays européens jusqu'en 1985. Il refuse un portefeuille ministériel en 1985 et prend la direction de la SACO, entreprise de transformation du cacao. Il devient dans le même temps président de la Chambre de commerce et d'industrie de Côte d'Ivoire.

#### Premier ministre de la transition militaire (2000)
Robert Guéï le nomme Premier ministre après le coup d'État du 24 décembre 1999 contre Henri Konan Bédié. Seydou Diarra propose à Guéï un gouvernement formé de membres provenant du RDR, du FPI et d'autres partis, mais écarte le PDCI au pouvoir depuis 39 ans. Diarra tente d'empêcher la candidature de Guéï à l'élection présidentielle de 2000 mais échoue. Lorsque Laurent Gbagbo remporte l'élection présidentielle, il refuse de rester à son poste tout en gardant un bon contact avec ce dernier.

#### Forum de réconciliation (2001)
En tant qu'ancien Premier ministre, Seydou Diarra assiste avec Robert Guéï, le président de la République Laurent Gbagbo et son Premier ministre Pascal Affi N'Guessan, Henri Konan Bédié, leader du PDCI, et Alassane Ouattara, leader du RDR, dont la candidature à l'élection présidentielle a été refusée par la Cour suprême, au forum de la réconciliation nationale en 2001. Diarra est nommé président du Forum. Les discussions portent essentiellement sur la réconciliation entre le nord et le sud du pays après les événements survenus à la suite de l'élection présidentielle et des victimes, après que Laurent Gbagbo fut proclamé président. Le 12 novembre 2000, Robert Guéï a seulement reconnu la légitimité du président élu, soit deux semaines après le scrutin.

#### De nouveau Premier ministre (2003-2005)
À la suite des événements survenus le 19 septembre 2002 (rébellion armée du Nord), en janvier 2003, un accord de paix est conclu en France entre les partis ivoiriens et la rébellion armée des Forces nouvelles : les accords de Linas-Marcoussis. Seydou Diarra est l'un des deux « sages » des négociations avec le Français Pierre Mazeaud. Il redevient Premier ministre à la suite des accords car le président Gbagbo cherche une personnalité de consensus,.

#### Après 2005
Alors que les différentes parties peinent à appliquer les accords de Marcoussis, en 2005, Seydou Diarra est remplacé par Charles Konan Banny.
De 2013 à 2015, il est président de la Haute Autorité pour la bonne gouvernance.

### Mort
Seydou Diarra meurt le 19 juillet 2020 à Abidjan.